# Kibatalia macgregorii
Kibatalia macgregorii là một loài thực vật có hoa trong họ La bố ma. Loài này được (Elmer) Woodson mô tả khoa học đầu tiên năm 1936.